# Max Roser
Max Roser (* 1983 in Kirchheimbolanden) ist ein deutscher Ökonom und Statistiker. Derzeit arbeitet er in der Forschungsabteilung für Wirtschaftswissenschaften der University of Oxford. Seine Forschung konzentriert sich auf bedeutende globale Probleme wie Armut, Gesundheit, Hunger, Klimawandel, Krieg, existenzielle Risiken und Ungleichheit und ihre langfristige Entwicklung. Er ist der Gründer der Datenwebsite Our World in Data.

## Leben
Roser gewann als Jugendlicher den Wissenschaftspreis Jugend forscht und studierte nach eigenen Angaben zuerst in Berlin, später mit Abschlüssen in Geowissenschaften, Wirtschaftswissenschaft und Philosophie an der Universität Innsbruck. Die abschließende Promotion folgte 2012 ebenfalls dort. Während seiner Studienzeit bereiste er weite Teile der Welt, was er über einen Nebenjob als Fahrradreiseleiter finanzierte. Nach Gastaufenthalten am Instituto de Estudos do Trabalho e Sociedade in Rio de Janeiro und der Wirtschaftsuniversität Wien, wo er über Einkommensungleichheit forschte, wurde er 2012 von dem britischen Ökonomen Anthony Atkinson an die University of Oxford eingeladen, wo er seitdem arbeitet. Roser hält daneben öffentliche Vorträge über weltweite demografische und sozioökonomische Trends.
2011 veröffentlichte er die Website Our World in Data. Die Website ist für ihre Darstellung der sich ändernden globalen Lebensbedingungen und die Visualisierung dieser Trends bekannt. So zeigt sie auf, dass in vielen Gesellschaften in der Vergangenheit ein großer Teil (über 40 %) der Kinder vor dem Erreichen des 5. Lebensjahres gestorben sind und bis zur Industrialisierung mehr als 90 % der Menschen in extremer Armut lebten. Über die Website und Rosers Arbeit haben etliche Medien wie die New York Times, Der Spiegel und The Guardian berichtet. Die Datensätze sind als Creative Commons lizenziert und weit verbreitet in Medienpublikationen und Lehrmaterialien. Finanziert wurde die Website durch Einzelspender, Y Combinator und die Bill & Melinda Gates Foundation.
Roser gilt als Kritiker der modernen Massenmedien. Er bemängelt einen zu kurzfristigen Fokus der Berichterstattung auf einzelne Ereignisse anstatt auf langfristige Entwicklungen, was zu einer verzerrten Wahrnehmung der Öffentlichkeit führt. Im Gegensatz zu dieser ereignisorientierten Berichterstattung der Medien plädiert Roser für eine umfassendere, ganzheitlichere Perspektive hinsichtlich Themen wie Kriegen, Armut, Ungleichheit und Hunger. Die New York Times bezeichnete seine Arbeit als „ein wichtiger Kontrapunkt in der ständigen Flut negativer Nachrichten“.
Roser berät regelmäßig privatwirtschaftliche Unternehmen, Regierungen und die Vereinten Nationen zu globalen Trends. UN-Generalsekretär António Guterres lud ihn zu einer Konferenz der Vereinten Nationen ein, um über globale Entwicklungsforschung zu sprechen. Bill Gates bezeichnete Max Roser als „einen seiner Lieblingsökonomen“.